# Phyllachora fatiscens
Phyllachora fatiscens är en svampart som först beskrevs av Schwein. ex Berk. & M.A. Curtis, och fick sitt nu gällande namn av Pier Andrea Saccardo 1883. Phyllachora fatiscens ingår i släktet Phyllachora och familjen Phyllachoraceae.   Inga underarter finns listade i Catalogue of Life.